# Agrana
Agrana Beteiligungs-AG (Agrana) er en østrigsk fødevarevirksomhed med hovedkvarter i Wien. Agrana fremstiller forarbejdet frugt, juicekoncentrat, stivelse, bioethanol og sukker. Produkterne sælges primært til videreforarbejdning i andre fødevarevirksomheder. Agrana kendes også for mærket "Wiener Zucker". I 2022 havde de 8.932 ansatte og en årsomsætning på 3,6 mia. euro.
Agrana blev etableret i 1988 som Dachgesellschaft für die österreichische Zucker- und Stärkeindustrie.
Südzucker ejer 50 % af aktierne i virksomheden.